# 克罗地亚唱片业协会
克罗地亚唱片业协会，是於1995年6月14日建立的克罗地亚非營利音樂協會，總部設立在。組織於2015年發佈其繪製的音樂排行榜「Top Lista」。

## 外部連結
- 官方网站